# Haridwar (huyện)
Huyện Haridwar là một huyện thuộc bang Uttarakhand, Ấn Độ. Thủ phủ huyện Haridwar đóng ở Haridwar. Huyện Haridwar có diện tích 2360 ki lô mét vuông. Đến thời điểm năm 2001, huyện Haridwar có dân số 1444213 người.